# 伊豆沼

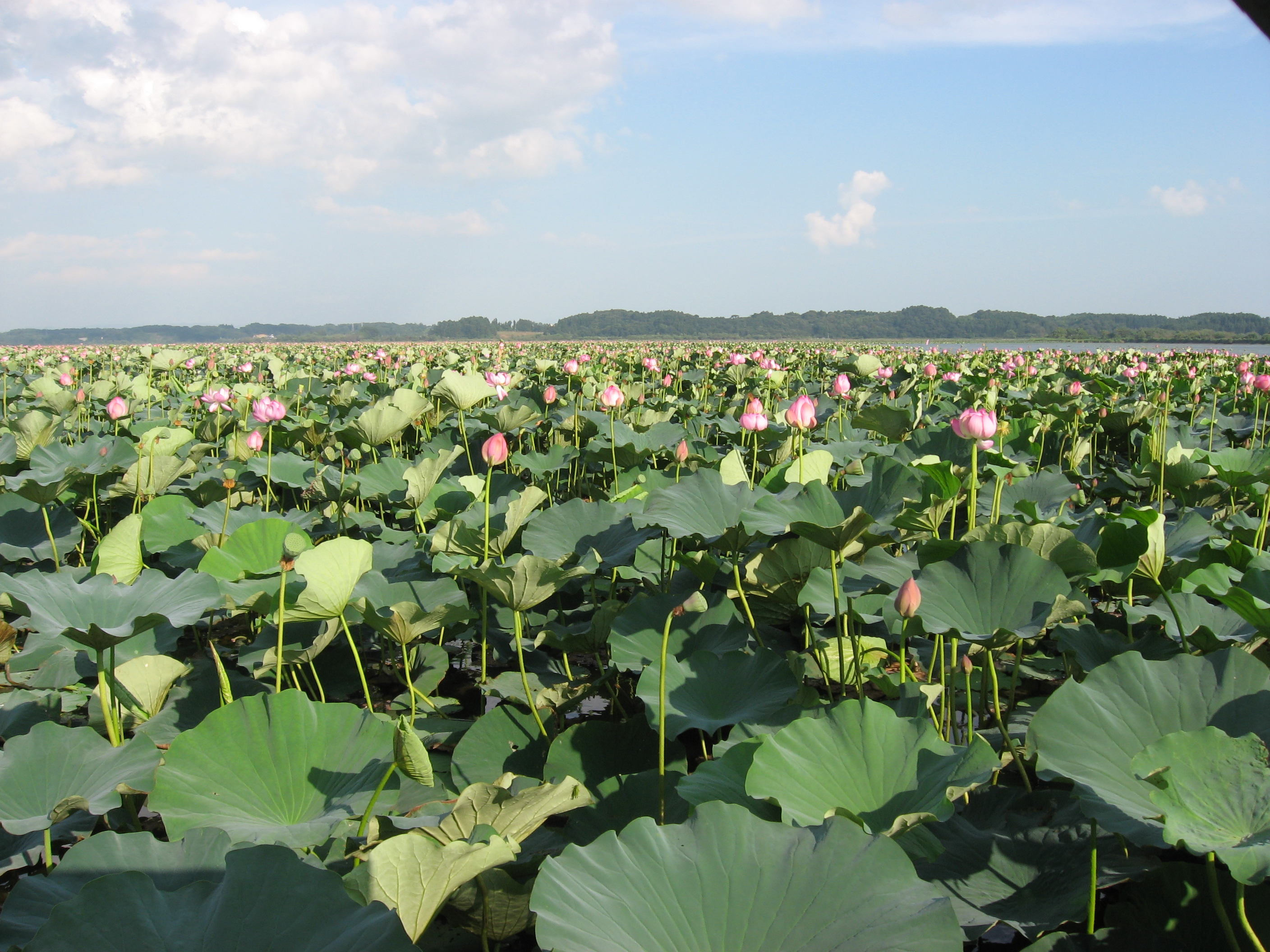
伊豆沼のハス

伊豆沼（いずぬま）は、宮城県の登米市及び栗原市にまたがる沼である。面積369ヘクタール（水面面積289ヘクタール）、湖容積約279万立方メートル、平均水深0.76メートル、最大水深1.6メートルである。古くは大沼とも呼ばれた。

## 概要

伊豆沼および内沼周辺の空中写真。
2021年10月4日撮影の4枚を合成作成。
。

伊豆沼は秋から冬にかけて渡り鳥の越冬地であり、マガン（国の天然記念物）、ヒシクイ（国の天然記念物）、マガモ、オナガガモ、カルガモ、コガモ、キンクロハジロ、オオハクチョウ、コハクチョウなどのガンカモ類が飛来する。これらを観察するためにバードウオッチングの愛好者でにぎわう。早朝や夕方に一斉に飛び立つマガンの羽音と鳴き声は「日本の音風景100選」に選ばれている。
これらの水鳥の生息地として保護するため、1967年（昭和42年）から「伊豆沼・内沼の鳥類およびその生息地」として国の天然記念物に指定されている。その後1982年（昭和57年）に国指定伊豆沼鳥獣保護区（集団渡来地）に指定されており（面積1455ヘクタール、うち特別保護地区907ヘクタール）、1985年（昭和60年）に国際的に重要な湿地を保全する「ラムサール条約」に登録された。これは日本国内で2番目の登録地である。
水深が浅い伊豆沼は沼の中央部まで水生植物が繁茂し、中でも7月から8月にかけてはハスが湖面を埋め尽くす。他にもガガブタやアサザなどが見られ、昆虫類ではウチワヤンマやチョウトンボが生息する。また夏季にはチュウサギが飛来する。
伊豆沼の周辺地は水田であり、伊豆沼は灌漑用水の水源として利用され、また同時に洪水を調節する役割を担っている。

## 歴史
伊豆沼とその周辺は、江戸時代の初めまでは遊水地として未開の野谷地であり、近隣の村々の入会による葦や茅の刈場だった。江戸時代に新田開発が日本各地で盛んに行われるようになると、伊豆沼とその周辺地も開発地として着目された。貞享年間（1684年から1688年）に、伊豆沼周辺地において土地改良が行われ、後に開墾が行われた。伊豆沼の干拓計画もあったが、下流域住人がこれを遊水地を狭める行為と見て反対したために、伊豆沼干拓による新田開発は行われなかった。
水田として開墾された伊豆沼周辺地だったが、低湿地だったことから度々水害に見舞われた。昭和の始めに伊豆沼沿岸耕地整理組合が結成され、用水路や排水路の整備とさらなる土地の改良が行われることになった。この事業は1927年（昭和2年）から1933年（昭和8年）にかけて行われた。排水については、自然排水から機械排水に移行して水害に備えた。太平洋戦争が始まると、国策として食糧増産が急務とされ、長沼と共に伊豆沼を干拓する計画が立案された。伊豆沼の干拓は第1工区から第3工区に分けられ予算2億5400万円をもって1942年（昭和17年）に始まった。この事業は戦後の1964年（昭和39年）まで継続して行われ、伊豆沼の262.69ヘクタールが干拓された。
伊豆沼は1966年（昭和41年）に鳥獣保護法に基づく宮城県の鳥獣保護区に設定され、1967年（昭和42年）に文化財保護法に基づく天然記念物に指定された。また1973年（昭和47年）に宮城県の自然環境保全地域に指定された。伊豆沼の鳥獣保護区の設定は1982年（昭和57年）に宮城県から国の指定へと変わった。1985年（昭和60年）に伊豆沼は隣接する内沼と共にラムサール条約に登録された。
1996年（平成8年）、伊豆沼は当時の環境庁が企画した「日本の音風景100選」に選ばれた。
2009年、伊豆沼の砂泥からヒカリモが発見されたことが公表された。

## 水質
水質は日本国内でも最悪レベルにあり、決して良いとは言えない。主な原因として、家庭排水の流入、水鳥のフンやエサによる水質汚濁などが上げられる。
環境省が2005年（平成17年）12月に発表した2004年度公共用水域水質測定結果では、化学的酸素要求量 (COD) の年間平均値が佐鳴湖（静岡県浜松市）に次ぐ全国ワースト2位となった。
ちなみに、隣接する長沼も全国ワースト5位となっている。
その後、環境省が2009年（平成21年）11月に発表した2008年度の同結果ではワースト1位となった。
2020年（令和2年）12月発表の2019年度の同結果でも引き続きワースト1位となっている。

## 外来魚駆除の取り組み
伊豆沼には数多くの種類の魚が生息し、漁も行われている。1995年（平成7年）以前の漁獲量は毎年30トン程度あったが、1996年（平成8年）以降3分の1程度にまで急激に落ち込んだ。この間オオクチバス（ブラックバス）が登場、増加し、フナ・コイ類はやや減少にとどまった。激減したのはそれより小型の魚で、かつてはコイ・フナと並んで多く獲れたゼニタナゴなどは1997年（平成9年）以降ほとんど獲れなくなった。生息数は100分の1になったと推測される。原因としては、オオクチバスが在来魚を捕食していることが考えられる。
そこで県内水面水産試験場は、オオクチバス用の人工産卵床を開発。2004年（平成16年）からこれに卵を産ませて稚魚になる前の段階で捕獲し、オオクチバスの今以上の増加を防ごうとしている。この試みは「伊豆沼方式」として、外来魚駆除に取り組んでいる他の地域にも広まりつつある。
駆除のためにつり上げられたオオクチバスは、県内のマリンピア松島水族館が飼育している大型淡水魚の餌として活用されていた。
継続的な駆除の結果、2015年にゼニタナゴが再確認された。

## 温泉施設建設問題
2000年代、伊豆沼のほとりに民間の温泉施設の建設計画が持ち上がった。2005年（平成17年）12月、栗原市在住の男性から、県に温泉掘削許可を求める申請があった。その申請に対し、自然保護団体や地域住民は、温泉排水による環境破壊やラムサール条約に基づく国際的な責任を理由に、掘削の不許可を求めた。しかし県は、2006年（平成18年）3月24日に温泉掘削を許可した。その理由を「現在の温泉法では、掘削で地盤沈下や有毒ガス噴出等の『公益の侵害』が予想される場合にのみ不許可とでき、今回のような『温泉排水による環境汚染の恐れ』の場合は不許可の理由に当たらない」とした。その一方で「泉質が周辺の農業用水や生態系に悪影響を与える場合は、十分な排水対策を求めていく」ともした。
その後、自然保護団体などから県へ、掘削許可の取り消しとラムサール条約に基づくモントルーレコード（英語: Montreux Record）への記載を求める要請書が提出された。これを受け、県と栗原市・登米市は、環境省に対し問題解決に向け国として主体的な対応を取るよう要請した。
なお温泉掘削計画は、こうした反対運動もあり、以後計画実施の動きが無いまま2008年（平成20年）3月24日に掘削許可の期限切れを迎え、頓挫することとなり、反対運動を続けてきたWWFジャパンは「ガンの楽園は守られた」としている。

## 交通
- JR東北本線 新田駅下車、徒歩10分
- JR東北新幹線 くりこま高原駅下車、車で20分
- 東北自動車道 築館ICから30分